# Quetta (stad)
Quetta is de hoofdstad van de provincie Beloetsjistan in Pakistan. Het is gelegen in een rivierdal in het noordoosten van die provincie, niet ver van de grens met Afghanistan. De bevolking van Quetta bedraagt ongeveer 896.000 personen. De bevolking is van gemengde afkomst. Verschillende talen worden gesproken naast Urdu (de belangrijkste taal in Pakistan), zoals Pasjtoe, Beloetsji, Hazaragi, Brahui, Sindhi en Punjabi.
De stad is verbonden met spoorlijnen naar Lahore, Karachi en Pesjawar.

## Geschiedenis
Beloetsjistan werd op 31 mei 1935 getroffen door een aardbeving. De hoofdstad Quetta werd grotendeels verwoest, en er vielen minimaal 40.000 doden.
De stad werd in de 21e eeuw regelmatig opgeschrikt door religieus geweld:
- Op 4 juli 2003 ontplofte een bom van soennitische moslims, die 50 sjiitische moslims doodde.
- Op 10 december 2004 ontplofte eveneens een bom die minstens tien personen doodde.
- Op 6 mei 2011 eist een raketaanval op een begrafenis 8 doden.
- Op 30 juli 2011 worden 11 sjiitische pelgrims doodgeschoten.
- Op 31 augustus 2011: 11 doden en 22 gewonden bij een bomaanslag op een moskee.
- Op 7 september 2011: 26 doden en 80 gewonden bij een dubbele bomaanslag.
- Op 30 oktober 2011: 14 doden en 6 gewonden bij een schietpartij.
- Op 30 december 2011: 16 doden en 35 gewonden bij een bomaanslag.
- Op 10 januari 2013 werd de stad opgeschrikt door drie bijna gelijktijdige aanslagen. In een drukke biljartzaal blies een zelfmoordenaar zichzelf op. Ruim 63 mensen kwamen om. Meer dan 100 mensen raakten gewond. Even later ontplofte op straat een autobom die het leven kostte aan 5 agenten en een cameraman. Op een markt kwamen 11 mensen om door een bomaanslag. Ruim 40 raakten gewond.
- Op 16 februari 2013 maakte een bomaanslag op de markt minstens 81 dodelijke slachtoffers en raakten minstens 200 anderen gewond. De soennitische groepering Lashkar-e-Jhangvi eiste de aanslag op.
- In de stad was tot 2021 naar alle waarschijnlijkheid het hoofdkwartier gevestigd van de Afghaanse Taliban.[1]